# Saint-Aubin-Routot
 Saint-Aubin-Routot  es una población y comuna francesa, en la región de Alta Normandía, departamento de Sena Marítimo, en el distrito de Le Havre y cantón de Saint-Romain-de-Colbosc.

## Demografía
| 647 | 646 | 941 | 1015 | 1077 | 1118 |
| Para los censos de 1962 a 1999 la población legal corresponde a la población sin duplicidades (Fuente: INSEE [Consultar]) |     |     |      |      |      |